# Социал-шовинизм
Социа́л-шовини́зм — направление внутри международного рабочего движения, приверженцы которого высказываются в поддержку политики военной агрессии национальных правительств собственных стран. Термин происходит от слияния «социализма» и «шовинизма». Употребляется в основном коммунистами и социалистами.

## Сущность идеологии
Понятие «социал-шовинизм» как разновидность оппортунизма впервые было употреблено Лениным в брошюре «Мёртвый шовинизм и живой социализм (1914)». Под социал-шовинистами понимались правые оппортунисты от социал-демократов, поддержавшие решения германского правительства вступить в Первую мировую войну, проповедовали классовое сотрудничество, отказ от революции и идей интернационализма. С их точки зрения, социал-демократ не должен вести классовую борьбу, приход к власти можно осуществить и легитимным путём, например, через выборы. После попадания в парламент страны социал-демократическим партиям, с точки зрения социал-шовинистов, следует не разжигать мировую революцию, а сосредоточиться на нуждах своего отечества, участвовать в наращивании его военной мощи для ведения захватнических войн.
В 1914 году большинство руководителей Второго Интернационала публично выступили за вступление своих государств (Германской, Французской, Британской и Российской империй) в Мировую войну, тем самым с позиций социализма перейдя на сторону социал-шовинизма. Как пишет Ленин, это стало крахом Второго Интернационала. Коммунист, в отличие от социал-шовиниста, разделяет идею Маркса об отмирании государства после прихода к власти пролетариата, последний в таких авторитарных государствах как Германия возможен только через революцию. Социал-шовинисты же вступали в сговор с буржуазным правительством и агитировали пролетариат воевать до победного конца, извращали суть марксизма, выхолащивая его революционную составляющую. 
Большая часть реформистских лидеров социал-демократии (существенным исключением был пламенный противник войны Жан Жорес, убитый ультранационалистом за день до её начала) с самого начала военных действий заняла социал-шовинистическую позицию. На близких позициях в России стояли эсеры и меньшевики, за исключением их интернационалистских левых крыльев. Отличную точку зрения имели представители центристских (Каутский) и революционных левых течений в социалистическом движении, впоследствии созвавшие антивоенную Циммервальдскую конференцию.
Соглашательской политике социал-шовинистов Владимир Ленин противопоставлял теорию о поражении буржуазных правительств в Первой мировой войне, переходе империалистической войны в гражданскую войну, в ходе которой господство капитала и дворянства будет сломлено рабочим классом. Роза Люксембург и Карл Либкнехт также выступили против социал-шовинизма.
Впоследствии термин социал-шовинизм в советской политической литературе применялся к западным левым и квазилевым движениям, поддерживающим колониализм мировых держав и милитаризацию в своих странах.